# مرگ گیاهان
مرگ گیاهان (به انگلیسی: The Death of Grass) رمانی علمی تخیلی اثر جان کریستوفر نویسنده انگلیسی است.
این کتاب اولین رمان جان کریستفر در سبک پسارستاخیزی بود.